# Ryan Held

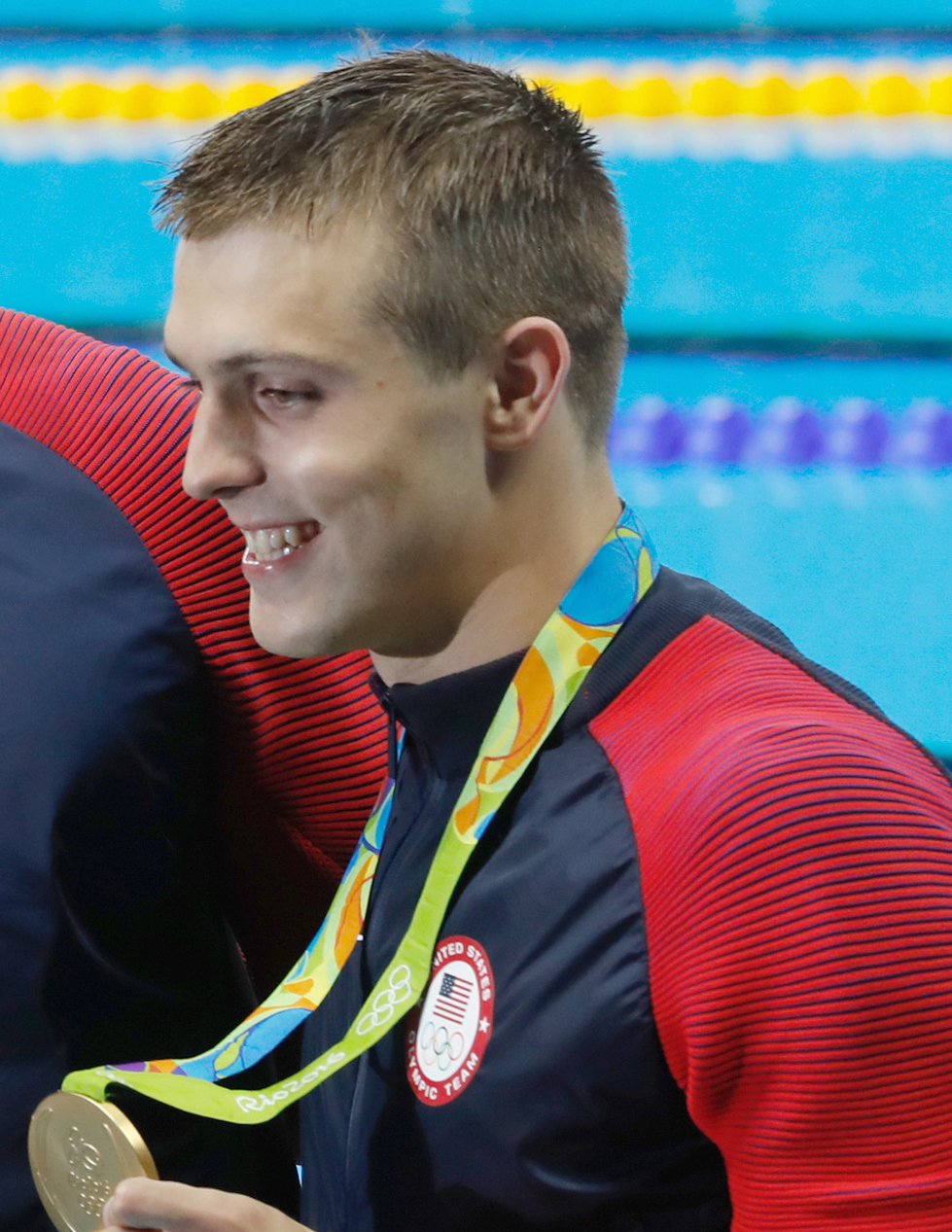
Ryan Held präsentiert seine olympische Goldmedaille in Rio de Janeiro 2016.

Ryan Held (* 27. Juni 1995 in Springfield, Illinois) ist ein Schwimmer aus den Vereinigten Staaten. Er erhielt bei Olympischen Spielen zwei Goldmedaillen und bei Weltmeisterschaften eine Goldmedaille, eine Silbermedaille und zwei Bronzemedaillen auf der 50-Meter-Bahn sowie sechs Goldmedaillen, vier Silbermedaillen und eine Bronzemedaille auf der 25-Meter-Bahn.

## Sportliche Karriere
Ryan Held besuchte die Sacred Heart-Griffin High School und studierte ab 2014 an der North Carolina State University. Als Schwimmer des Sportteams der NCSU, des Wolfpack, gewann er für seine Universität 2016 den ersten Meistertitel der National Collegiate Athletic Association in einer Schwimmstaffel. 2017 und 2018 konnte er weitere Staffeltitel mit dem Wolfpack erschwimmen.

### Die Jahre 2016 bis 2018 mit dem Olympiasieg 2016
2016 bei den Olympischen Spielen in Rio de Janeiro erreichte die 4-mal-100-Meter-Freistilstaffel mit James Feigen, Ryan Held, Blake Pieroni und Anthony Ervin die zweitschnellste Vorlaufzeit hinter den Russen. Im Endlauf schwammen Caeleb Dressel, Michael Phelps, Ryan Held und Nathan Adrian zweieinhalb Sekunden schneller als die Vorlaufstaffel und siegten vor den Franzosen und den Australiern, die russische Staffel belegte den vierten Platz. Alle sieben beteiligten Mitglieder der US-Staffel erhielten eine Goldmedaille, wie dies seit 1984 üblich ist. Im Jahr darauf bei der Universiade in Taipeh gewann Held drei Goldmedaillen. Er siegte über 100 Meter Freistil, mit der 4-mal-100-Meter-Freistilstaffel und mit der 4-mal-100-Meter-Lagenstaffel. Über 50 Meter Freistil belegte Held den sechsten Platz.
Bei den Kurzbahnweltmeisterschaften 2018 in Hangzhou schwamm die 4-mal-100-Meter-Freistilstaffel mit Caeleb Dressel, Blake Pieroni, Michael Chadwick und Ryan Held neuen Weltrekord und siegte mit 0,08 Sekunden vor dem russischen Quartett. Die 4-mal-50-Meter Freistilstaffel mit Caeleb Dressel, Ryan Held, Jack Conger und Michael Chadwick siegte in 1:21,80 Minuten und stellte dabei einen neuen offiziellen Weltrekord auf. Allerdings war vor der offiziellen Einführung der Weltrekorde bereits eine französische Staffel schneller gewesen. Ryan Murphy, Michael Andrew, Caeleb Dressel und Ryan Held wurden als 4-mal-50-Meter-Lagenstaffel Zweite hinter den Russen. Hingegen siegte die 4-mal-100-Meter-Lagenstaffel mit Ryan Murphy, Andrew Wilson, Caeleb Dressel und Ryan Held vor den Russen. Eine vierte Goldmedaille gewann Held mit der 4-mal-50-Meter-Mixed-Freistilstaffel. Nach Dressel und Held sicherten Mallory Comerford und Kelsi Dahlia den Titel und den neuen Weltrekord in 1:27,89 Minuten.

### Die Jahre 2021 bis 2024 mit dem Weltmeistertitel 2022 und dem Olympiasieg 2024
Held konnte sich weder für die Weltmeisterschaften 2019 noch für die Olympischen Spiele in Tokio qualifizieren. Bei den Kurzbahnweltmeisterschaften 2021 in Abu Dhabi wurde die 4-mal-100-Meter-Freistilstaffel mit Ryan Held, Hunter Tapp, Shaine Casas und Zach Apple Dritte hinter den Staffeln aus Russland und aus Italien. Über 50 Meter Freistil wurde Ryan Held Zweiter hinter dem Briten Benjamin Proud, wobei Proud 0,25 Sekunden vor Held anschlug. Der drittplatzierte Kanadier Joshua Liendo hatte 0,06 Sekunden Rückstand auf Held. Seine erste Goldmedaille in Abu Dhabi gewann Held als Schlussschwimmer der 4-mal-200-Meter-Freistilstaffel mit Kieran Smith, Trenton Julian und Carson Foster. In der 4-mal-50-Meter-Lagenstaffel gab es zwei siegreiche Teams, da die Quartette aus Russland und aus den Vereinigten Staaten zeitgleich anschlugen. Für die USA schwammen Shaine Casas, Nic Fink, Thomas Shields und Ryan Held. Über 100 Meter Freistil siegte der Italiener Alessandro Miressi mit 0,06 Sekunden Vorsprung vor Ryan Held. Zum Abschluss holten Shaine Casas, Nic Fink, Trenton Julian und Ryan Held noch die Silbermedaille in der 4-mal-100-Meter-Lagenstaffel hinter den Italienern.
2022 bei den Weltmeisterschaften in Budapest schwammen Hunter Armstrong, Ryan Held, Justin Ress und Brooks Curry die schnellste Vorlaufzeit aller 4-mal-100-Meter-Freistilstaffeln. Im Finale war Caeleb Dressel für Armstrong am Start und das US-Quartett siegte mit anderthalb Sekunden Vorsprung vor den Australiern. Im Endlauf der 4-mal-100-Meter-Lagenstaffeln siegten die Italiener mit 0,28 Sekunden vor Ryan Murphy, Nic Fink, Michael Andrew und Ryan Held. Die 4-mal-100-Meter-Mixed-Freistilstaffel mit Ryan Held, Brooks Curry, Torri Huske und Claire Curzan wurde Dritte hinter den Teams aus Australien und aus Kanada. Ein Jahr später bei den Weltmeisterschaften in Fukuoka wurde die 4-mal-100-Meter-Staffel mit Ryan Held, Jack Alexy, Chris Guiliano und Matt King Dritte hinter Australiern und Italienern. Held trat auch über 50 Meter Freistil an. Im Halbfinale schwamm er zeitgleich mit dem Ukrainer Wladyslaw Buchow die neuntbeste Zeit. Als der Kanadier Liendo seine Finalteilnahme zurückzog, mussten Held und Buchow den letzten Finalplatz ausschwimmen, Held gewann mit 0,02 Sekunden Vorsprung. Im Finale wurde Ryan Held dann Fünfter.
Bei den US-Olympiaausscheidungen 2024 qualifizierte sich Ryan Held als Fünfter über 100 Meter Freistil. In Paris bei den Olympischen Spielen 2024 schwamm die 4-mal-100-Meter-Freistilstaffel mit Ryan Held, Matt King, Hunter Armstrong und Caeleb Dressel die viertschnellste Vorlaufzeit. Im Finale waren Jack Alexy, Chris Guiliano, Hunter Armstrong und Caeleb Dressel über drei Sekunden schneller und siegten mit über einer Sekunde Vorsprung vor den Australiern.